# Keith Whitley

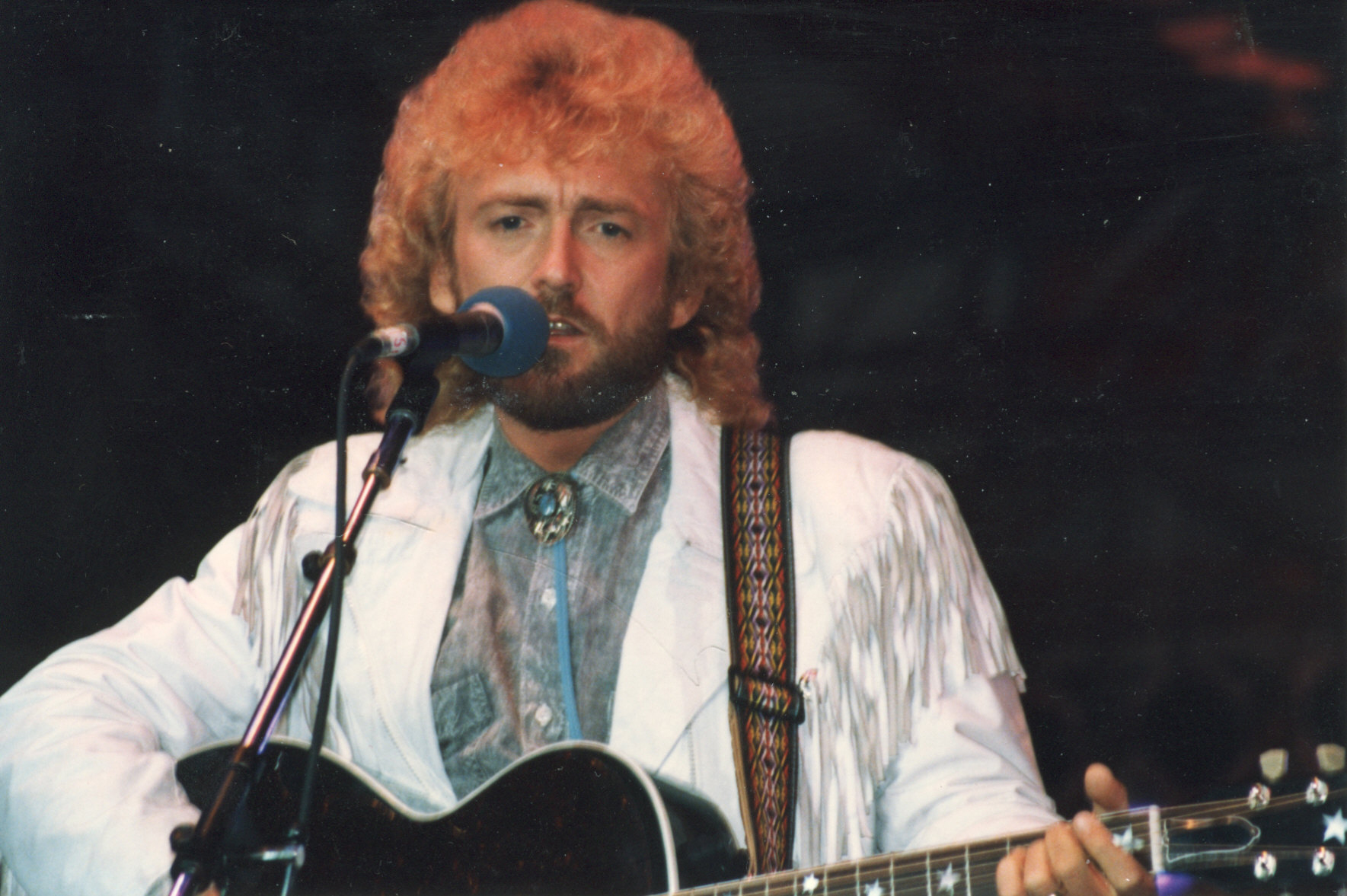
Keith Whitley (1988)

Keith Whitley (* 1. Juli 1955 in Ashland, Kentucky; † 9. Mai 1989 in Nashville, Tennessee; eigentlich Jackie Keith Whitley) war ein US-amerikanischer Countrymusiker.

## Karriere
Nachdem Whitley schon im Alter von acht Jahren in einer regionalen Talentshow entdeckt wurde, formte er wenige Jahre später seine erste Bluegrass-Band. Diese wurde 1970 von Ralph Stanley entdeckt, dessen Konzertentourage sich verspätet hatte.
Daraufhin arbeitete Whitley für Stanley, bis er 1984 mit dem Album A Hard Fact To Follow einen erfolglosen Einstieg in die Countrymusik-Szene versuchte.
Den Durchbruch erreichte Whitley 1986, mit dem Album L.A. to Miami, welches seine ersten vier Hit-Singles Miami, My Amy, Ten Feet Away, Homecoming ’63 und Hard Living enthielt. Zwei Titel des Albums wurden außerdem durch Coverversionen von George Strait und Randy Travis bekannt. Es waren Nobody In His Right Mind Would've Left Her (Strait) und On The Other Hand (Travis), die jeweils Platz 1 der Hitparade erreichten.
Im Jahre 1988 erhielt Whitley bei seiner Plattengesellschaft RCA ein größeres Mitspracherecht bei der Produktion seiner Tonträger. Ab seinem daraufhin erscheinenden Album Don’t Close Your Eyes erreichten nebst dem Titelsong auch die Singles When You Say Nothing at All und I’m No Stranger To The Rain Platz 1 in den amerikanischen Billboard Country Charts. I'm No Stranger To The Rain brachte ihm zudem seinen ersten und einzigen CMA-Award ein.
Auf der Promotiontour für sein Album L.A. to Miami lernte Whitley die aufkommende Country-Sängerin Lorrie Morgan kennen. Sie heirateten im November 1986 und hatten einen Sohn, Jesse Keith Whitley (* 1987). Keith adoptierte außerdem Morgan Whitley, Lorrie Morgans Tochter aus erster Ehe.

## Alkoholismus und Tod
Whitley litt seit seiner Jugendzeit an starken Alkoholproblemen. Sämtliche Therapieversuche schlugen fehl. Whitley hatte die Angewohnheit, alleine zu trinken, was es sehr schwer machte, seine Fortschritte zu beurteilen.
Am Morgen des 9. Mai 1989 wurde Whitley von seinem Schwager reglos auf seinem Bett aufgefunden. Er erlag einer Alkoholvergiftung.
Der Asteroid (4779) Whitley wurde nach ihm benannt.

## Diskografie

### Studioalben
| Jahr | Titel                       | Höchstplatzierung, Gesamtwochen, AuszeichnungChartplatzierungen (Jahr, Titel, Platzierungen, Wochen, Auszeichnungen, Anmerkungen) | Höchstplatzierung, Gesamtwochen, AuszeichnungChartplatzierungen (Jahr, Titel, Platzierungen, Wochen, Auszeichnungen, Anmerkungen) | Anmerkungen                            |
| Jahr | Titel                       | US | Country | Anmerkungen                            |
| ---- | --------------------------- | --- | --- | -------------------------------------- |
| 1985 | L.A. to Miami               | — | Country26 (57 Wo.)Country | Erstveröffentlichung: 28. Oktober 1985 |
| 1988 | Don’t Close Your Eyes       | US121 Platin · (14 Wo.)US | Country8 (119 Wo.)Country | Erstveröffentlichung: 31. Mai 1988     |
| 1989 | I Wonder Do You Think of Me | US115 Gold · (7 Wo.)US | Country2 (57 Wo.)Country | Erstveröffentlichung: 1. August 1989   |

Weitere Studioalben
- 1995: Wherever You Are Tonight
- 2000: Sad Songs & Waltzes

### Kompilationen
| Jahr | Titel             | Höchstplatzierung, Gesamtwochen, AuszeichnungChartplatzierungen (Jahr, Titel, Platzierungen, Wochen, Auszeichnungen, Anmerkungen) | Höchstplatzierung, Gesamtwochen, AuszeichnungChartplatzierungen (Jahr, Titel, Platzierungen, Wochen, Auszeichnungen, Anmerkungen) | Anmerkungen                              |
| Jahr | Titel             | US | Country | Anmerkungen                              |
| ---- | ----------------- | --- | --- | ---------------------------------------- |
| 1990 | Greatest Hits     | US67 Platin · (45 Wo.)US | Country5 (111 Wo.)Country | Erstveröffentlichung: 7. August 1990     |
| 1991 | Kentucky Bluebird | — | Country45 (33 Wo.)Country | Erstveröffentlichung: 10. September 1991 |
| 1996 | Super Hits        | US— GoldUS | Country51 (8 Wo.)Country | Erstveröffentlichung: 1996               |
| 2013 | Country           | — | Country49 (17 Wo.)Country | Erstveröffentlichung: 2013               |

Weitere Kompilationen
- 1993: The Best of Keith Whitley
- 1996: The Essential Keith Whitley
- 1998: Keith Whitley Remembered: The Encore Collection
- 2002: RCA Country Legends
- 2003: Platinum and Gold Collection
- 2006: 16 Biggest Hits

### EPs
- 1984: A Hard Act to Follow

### Singles
| Jahr | Titel Album                                           | Höchstplatzierung, Gesamtwochen, AuszeichnungChartplatzierungen (Jahr, Titel, Album, Platzierungen, Wochen, Auszeichnungen, Anmerkungen) | Höchstplatzierung, Gesamtwochen, AuszeichnungChartplatzierungen (Jahr, Titel, Album, Platzierungen, Wochen, Auszeichnungen, Anmerkungen) | Anmerkungen                                                  |
| Jahr | Titel Album                                           | US | Country | Anmerkungen                                                  |
| --- | ----------------------------------------------------- | --- | --- | ------------------------------------------------------------ |
| 1984 | Turn Me to Love A Hard Act to Follow                  | — | Country51 (9 Wo.)Country | Erstveröffentlichung: 21. September 1984                     |
| 1985 | A Hard Act to Follow                                  | — | Country76 (7 Wo.)Country | Erstveröffentlichung: Februar 1985                           |
| 1985 | I’ve Got the Heart for You L.A. to Miami              | — | Country57 (10 Wo.)Country | Erstveröffentlichung: Oktober 1985                           |
| 1986 | Miami, My Amy L.A. to Miami                           | — | Country14 (20 Wo.)Country | Erstveröffentlichung: 25. Januar 1986                        |
| 1986 | Ten Feet Away L.A. to Miami                           | — | Country9 (26 Wo.)Country | Erstveröffentlichung: 9. Juni 1986                           |
| 1986 | Homecoming ’63 L.A. to Miami                          | — | Country9 (23 Wo.)Country | Erstveröffentlichung: 3. November 1986                       |
| 1987 | Hard Livin’ L.A. to Miami                             | — | Country10 (16 Wo.)Country | Erstveröffentlichung: 14. März 1987                          |
| 1987 | Would These Arms Be in Your Way Don’t Close Your Eyes | — | Country36 (17 Wo.)Country | Erstveröffentlichung: Juni 1987                              |
| 1987 | Some Old Side Road Don’t Close Your Eyes              | — | Country16 (21 Wo.)Country | Erstveröffentlichung: 2. November 1987                       |
| 1988 | Don’t Close Your Eyes                                 | US— PlatinUS | Country1 (23 Wo.)Country | Erstveröffentlichung: März 1988                              |
| 1988 | When You Say Nothing at All Don’t Close Your Eyes     | US— PlatinUS | Country1 (22 Wo.)Country | Erstveröffentlichung: August 1988                            |
| 1989 | I’m No Stranger to the Rain Don’t Close Your Eyes     | US— GoldUS | Country1 (22 Wo.)Country | Erstveröffentlichung: Januar 1989                            |
| 1989 | I Wonder Do You Think of Me                           | — | Country1 (19 Wo.)Country | Erstveröffentlichung: Juni 1989                              |
| 1989 | It Ain’t Nothin’ I Wonder Do You Think of Me          | — | Country1 (26 Wo.)Country | Erstveröffentlichung: Oktober 1989                           |
| 1990 | Til a Tear Becomes a Rose Greatest Hits               | — | Country13 (20 Wo.)Country | Erstveröffentlichung: Juli 1990 mit Lorrie Morgan            |
| 1991 | Brotherly Love Kentucky Bluebird                      | — | Country2 (20 Wo.)Country | Erstveröffentlichung: 26. August 1991 mit Earl Thomas Conley |
| 1992 | Somebody’s Doin’ Me Right Kentucky Bluebird           | — | Country15 (20 Wo.)Country | Erstveröffentlichung: 3. Januar 1992                         |
| Folgende Lieder erschienen nicht als Single, wurden aber durch das Album zum Download und Streaming bereitgestellt und konnten somit eine Platzierung erlangen: |                                                       | | |                                                              |
| |                                                       | | |                                                              |
| 1995 | Wherever You Are Tonight                              | — | Country75 (1 Wo.)Country |                                                              |

Weitere Singles
- 2000: Sad Songs and Waltzes

### Videoalben
- I Wonder Do You Think Of Me (US: Gold)